# Redwood National Park
Redwood Nationalpark er navnet på en række store parkarealer i Californien, USA. Parkerne har et samlet areal på 455 km² og bevarer 45% af den tilbageværende bestand af rødtræer, som er nogle af de højeste træer i verden. Det højeste træ i verden, Hyperion, er 115,5 meter højt og står ligeledes et sted i parkerne. Parkerne er med på UNESCOs Verdensarvsliste.